# AS Straßburg
Die AS Straßburg (frz. Association Sportive de Strasbourg bzw. AS Strasbourg) ist ein 1890 oder 1892 als Straßburger F.K. gegründeter Fußballverein im elsässischen Straßburg. Der Verein war in der Frühzeit des Fußballs im deutschen Kaiserreich um die Jahrhundertwende unter dem Namen Straßburger FV eine der erfolgreichsten im Süden des Landes und gewann 1900 die Süddeutsche Meisterschaft. Heute wird neben Fußball auch Basketball, Leichtathletik und Touch Rugby betrieben. Im Basketball wurde die Frauenmannschaft 1948 Französischer Meister.

## Geschichte

### Die Anfänge bis 1920
Der Verein wurde 1890 oder 1892 von Schülern und Studenten als Straßburger Fußball-Klub (SFK) gegründet. Vor allem unter Walther Bensemann, der 1893 von Karlsruhe nach Straßburg kam und sich später selbst als Clubgründer bezeichnete, nahm der Verein einen Aufschwung. Das erste Spiel der Straßburger wurde in Oktober 1892 gegen den Karlsruher FV ausgetragen und endete 1:1.
Am 28. Mai 1893 war der SFK Gründungsmitglied der Süddeutschen Fußball-Union. Die Gründung des Verbandes ging auf die Initiative des Kapitäns der Straßburger und späteren Begründer der Sportzeitung Der Kicker, Walther Bensemann zurück. Einen überregionalen Ligenwettbewerb gab es in Süddeutschland zu dieser Zeit zwar noch nicht, dank der zahlreichen Kontakte zu anderen Vereinen kam es dennoch zu Begegnungen mit Teams aus verschiedenen Städten. Mit Walther Bensemann, Gustav Manning und Ivo Schricker zählten in den Anfangsjahren zeitweise einige bedeutende Pioniere des Fußballs in Deutschland zu den Spielern der Mannschaft. Ein Glanzlicht war dabei ein 10:0-Erfolg gegen den Karlsruher FV im März 1897, bei dem Ivo Schricker sieben Tore erzielte. Am 24. Dezember 1898 fusionierte der Straßburger FK mit dem FC Celeritas Straßburg zum Straßburger SV, der bereits 1899 in Straßburger FV (SFV) umbenannt wurde.

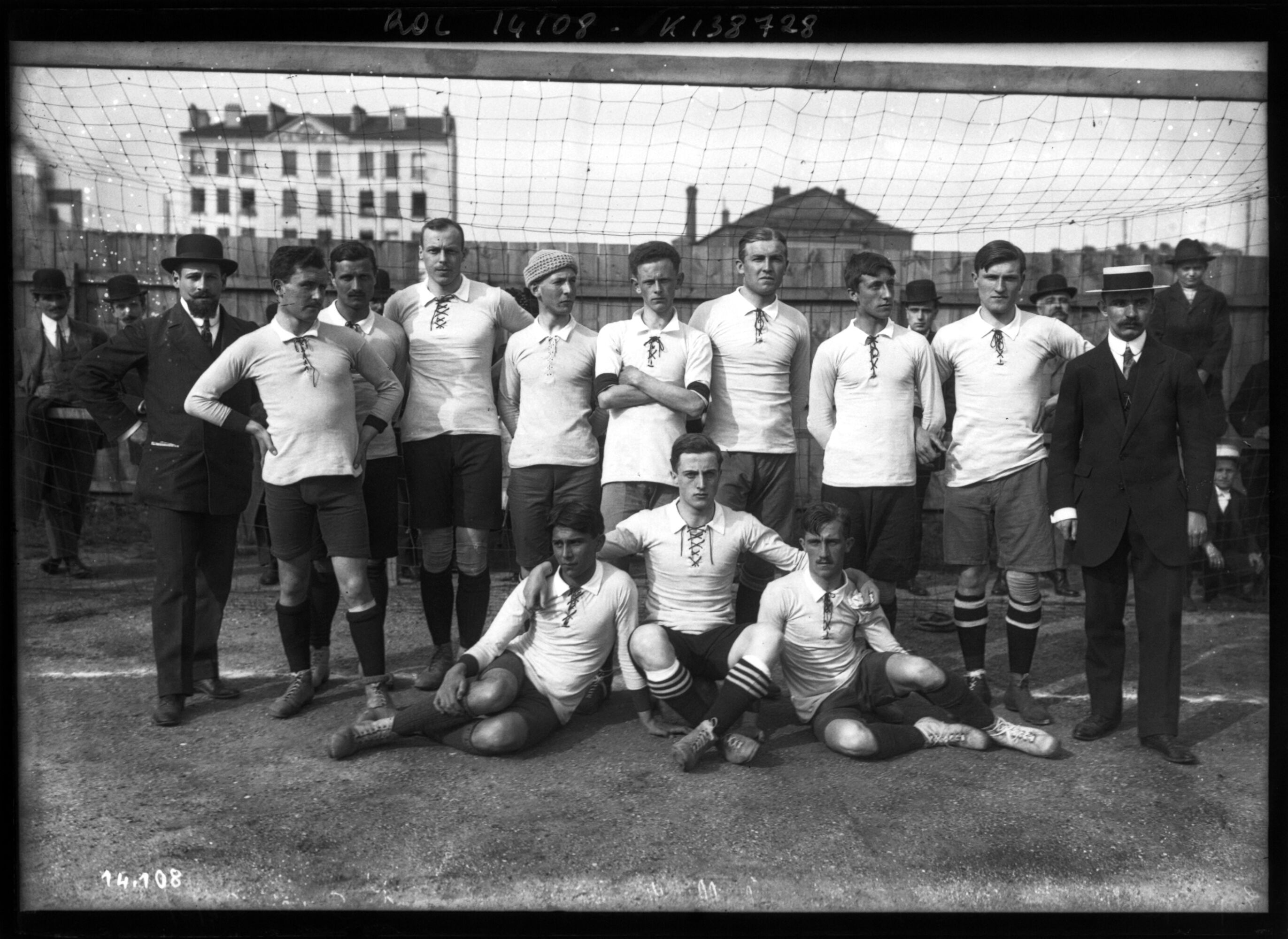
Mannschaft des SFV am 21. Mai 1911 beim Spiel zwischen den Strassburger Fussball Verein und Red Star Amical Club in Saint-Ouen, welches mit 4:1 gewonnen wurde.

Der erste Fußballverband in Süddeutschland, der eine Meisterschaft ausrichtete, war der 1897 gegründete Verband Süddeutscher Fußball-Vereine (VSFV). Der SFV gewann im Jahr 1900 die Süddeutsche Meisterschaft. Im Finale hieß der Gegner Karlsruher FV, der in den darauf folgenden Jahren zum „Serienmeister“ des VSFV avancierte. Eine reichsweite Endrunde gab es zu dieser Zeit allerdings noch nicht. Die Straßburger waren im Januar 1900 einer der 86 Vereine auf der Gründungsversammlung des Deutschen Fußball-Bunds. Als dieser 1902/03 erstmals eine deutsche Meisterschaft ausspielen ließ und beim VSFV 1903/04 erstmals ein Ligaspielbetrieb eingerichtet wurde, war die große Zeit des SFV bereits vorbei. In dieser Saison konnte die Mannschaft zwar die Meisterschaft im Oberrheingau für sich entscheiden, scheiterte aber anschließend im Viertelfinale der süddeutschen Endrunde. 1908 wurde die Meisterschaft des Verbands Straßburger Fußballvereine gewonnen. Von 1909 bis 1912 meldete man sich immerhin noch einmal für drei Jahre in der obersten süddeutschen Spielklasse zurück und Torhüter Eberhardt Illmer wurde 1909 zu einem Länderspiel der deutschen Nationalmannschaft berufen. Am 15. August 1912 fusionierte der SFV mit dem Straßburger FC Donar zum Straßburger SV (SSV). 1914 wurde die Meisterschaft der A-Klasse im Südkreis des VSFV gewonnen.

### Nach dem Ersten Weltkrieg
Nach dem Ende des Ersten Weltkrieges wurde das alte Reichsland Elsaß-Lothringen aufgelöst und das Gebiet gehörte fortan zu Frankreich. Aus dem SSV wurde im Jahr 1920 die Association Sportive de Strasbourg, kurz AS Strasbourg (ASS). Danach versuchte man an frühere Erfolge anzuknüpfen, konnte aber auch unter französischer Flagge nicht mehr aus der Zweitklassigkeit heraustreten. Zwischen 1920 und 1932 spielten fünf Spieler für die Französische Fußballnationalmannschaft. Bis zur Einführung des Professionalismus (1932) stritt die AS erfolgreich mit dem aus dem Vorort Neudorf stammenden Racing Club und, zumindest bis Mitte der 1920er Jahre, dem SC Red Star um die Vorherrschaft im Straßburger Fußball. Seit 1919/20 erreichte sie nahezu jährlich die landesweiten Hauptrunde des französischen Pokals und überstand dabei häufig auch die erste Runde.
Während des Zweiten Weltkriegs wurde der Verein unter dem Namen SV Straßburg 1890 noch einmal in den deutschen Spielbetrieb eingegliedert und hielt sich eine Saison (1940/41) lang in der höchsten Spielklasse, der Gauliga Elsaß. Danach trat die AS Straßburg nur noch gelegentlich überregional in Erscheinung. Zwar konnte man in den 1950er und 1960er Jahren noch mehrfach elsässische Meisterschaften (1961, 1966, 1970) und Pokaltitel (1954, 1965, 1966) gewinnen, und in der zweiten Runde der Coupe de France 1968/69 stellte die AS Straßburg dem OGC Nizza fast ein Bein: Nach einem 1:1 nach Verlängerung unterlag ASS dem Erstligisten erst im Wiederholungsspiel. Aber die letzten großen Erfolge – Meisterschaft der Division IV 1982/83, Elsässischer Pokalsieger 1983 und die letzte Pokalhauptrundenteilnahme 1985/86 – liegen schon einige Jahrzehnte zurück. In den letzten Jahrzehnten ist die Mannschaft jedoch überregional nicht mehr in Erscheinung getreten und spielt in den unteren französischen Spielklassen.

## Stadion
Bis 2006 spielte der Verein im alten Tivoli, seit dem 14. Mai 2006 im Stade de la Rotonde im Bezirk Cronembourg.

## Nationalspieler
- Eberhardt Illmer (Deutschland 1909) 1 Spiel
- Alfred Roth (Frankreich 1920) 1 Spiel
- Émile Friess (Frankreich 1922) 2 Spiele
- Pierre Seyler (Frankreich 1928) 2 Spiele
- Maurice Banide (Frankreich 1929) 3 Spiele
- Émile Scharwath (Frankreich 1932) 7 Spiele

## Wichtige ehemalige Spieler
- Walther Bensemann
- Gustav Manning
- Ivo Schricker
- Étienne Mattler
- Marc Molitor
- André Maschinot